# Лібідо
Лібі́до (від лат. libido — прагнення, бажання, потяг) — сексуальна енергія, кількість якої пов'язана зі стадією статевого розвитку, роботою діенцефального відділу мозку і залоз внутрішньої секреції, спадковістю та індивідуальним досвідом. Термін походить з психоаналітичної теорії Фройда, в якій лібідо було одним з ключових понять.

## Історія поняття
Спочатку Зиґмунд Фрейд розумів під лібідо тільки енергію сексуального потягу, яка має перш за все несвідому форму. Потім термін було розповсюджено і на інші форми поведінки, пов'язані зі ставленням до батьків, дітей, до самого себе. Через те, що лібідо може мати не тільки енергетичний потенціал, а і певну спрямованість, було сформульовано припущення, що в індивідуальному розвитку можливе переспрямування лібідозної енергії в нове русло. Так народилася ідея про витіснення та заміщення сексуальної фіксованості лібідо шляхом регресії або сублімації. В остаточному варіанті фройдівського психоаналізу під лібідо малася на увазі енергетична основа двох основних потягів людини — до задоволення й життя (Ерос), з одного боку, та до руйнування і смерті (Танатос), з іншого. Фрейд стверджував, що ці лібідозні потяги можуть вступати в конфлікт із законами цивілізованої поведінки, які представлені в структурі психіки Супер-Еґо. Саме потреба відповідати суспільним вимогам і контролювати лібідо призводить до внутрішнього конфлікту і стривоженості особистості, спонукаючи психіку до вживання захисних механізмів, щоб використати альтернативним способом психічну енергію цих незадоволених, як правило, несвідомих, потреб. Занадто яскраво виражена дія цих захисних механізмів породжує неврози. Головна мета психоаналізу — вивести ці потяги зі сфери Воно у свідомість та задовольнити їх, тим самим зменшуючи ступінь залежності пацієнта від захисних механізмів Еґо.
За К. Ґ. Юнґом, лібідо не пов'язане із сексуальністю і його розглядають як вітальну психічну енергію метафізичного статусу, яка сприймається індивідом як несвідоме прагнення, що втілюється в різноманітні символічні форми. Юнґ також підкреслював схожість цієї сили зі східною концепцією Ці або Прана.